# اچ‌دی ۲۰۳۸۵۷
اچ‌دی ۲۰۳۸۵۷ یک ستاره است که در صورت فلکی ماکیان قرار دارد.